# Cosmocampus darrosanus
Cosmocampus darrosanus är en fiskart som först beskrevs av Dawson och Randall 1975.  Cosmocampus darrosanus ingår i släktet Cosmocampus och familjen kantnålsfiskar. Inga underarter finns listade i Catalogue of Life.